# هوانوردی غیرنظامی

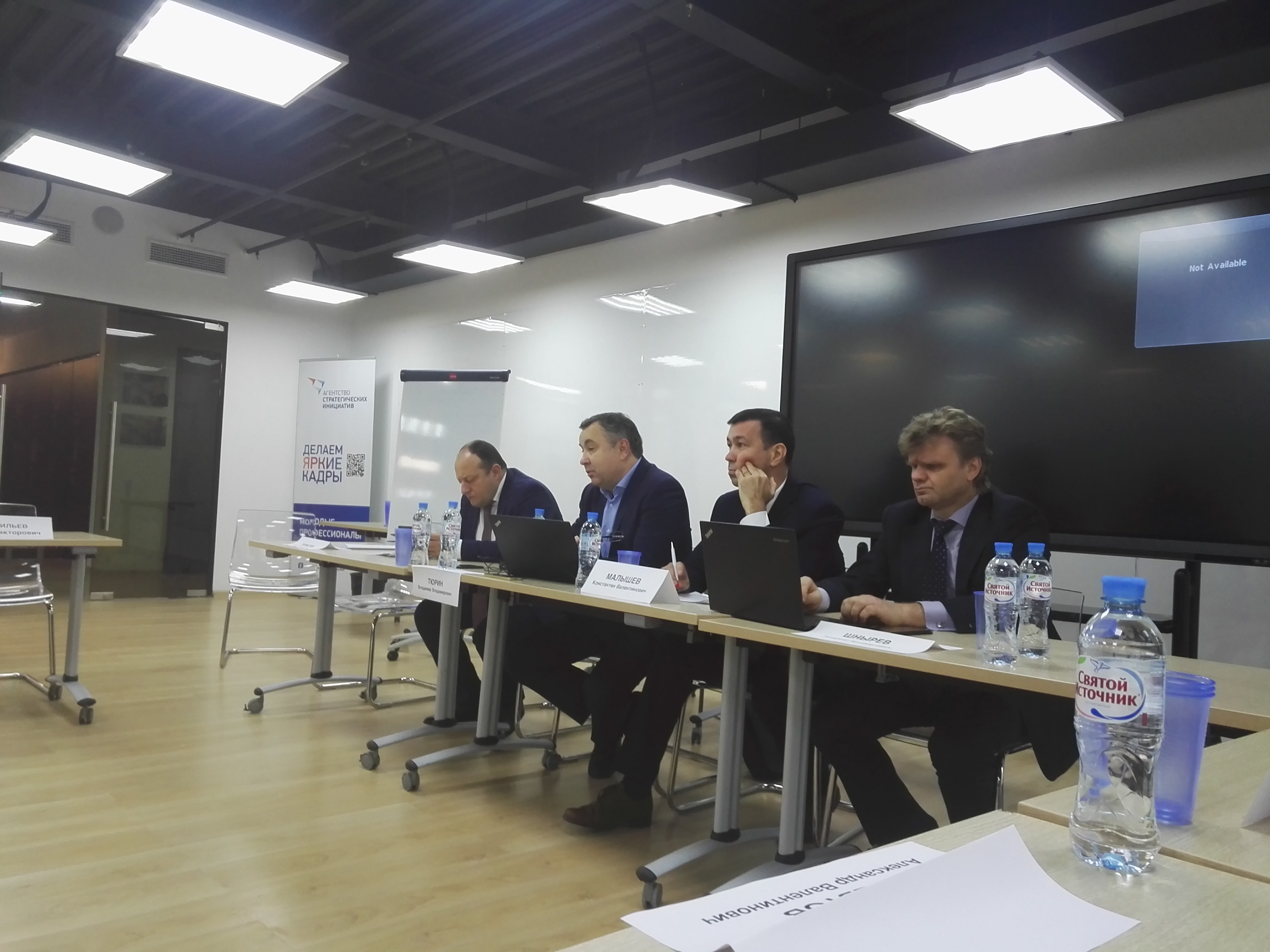
میز گرد آموزش هوانوردی

هوانوردی غیرنظامی یکی از دو دسته عمده هوانوردی غیرنظامی، شامل خصوصی و تجاری است. بسیاری از کشورهای جهان عضو سازمان بین‌المللی هواپیمایی کشوری (ایکائو) هستند و از طریق این آژانس با یکدیگر برای ایجاد استانداردهای مشترک و روش‌های توصیه شده برای هواپیمایی کشوری همکاری می‌کنند.

## انواع
هوانوردی غیرنظامی شامل دو دسته عمده می‌شود:
- حمل و نقل هوایی برنامه‌ریزی شده: تمام پروازهای مسافری و باری فعال در مسیرهای منظم برنامه‌ریزی شده
- هوانوردی عمومی: شامل تمام پروازهای مسافربری، شخصی یا تجاری

اگر چه حمل و نقل هوایی برنامه‌ریزی شده از نظر تعداد مسافر، عملیات بزرگتری است اما هوانوردی عمومی در تعداد پروازها (و همچنین ساعت پرواز، در آمریکا) بیشتر است. در آمریکا در هر سال ۱۶۶ میلیون مسافر از طریق هوانوردی عمومی جابجا می‌شوند که هر چند کمتر از مجموع همه خطوط هوایی است اما بیشتر از هر هواپیمایی شخصی است. از سال ۲۰۰۴ خطوط هوایی ایالات متحده مجموعا بیش از ۶۰۰ میلیون مسافر را در هر سال جابجا کردند که در سال ۲۰۱۴ به ۶۶۲،۸۱۹،۲۳۲ نفر رسید.
برخی از کشورها نیز بر اساس اینکه هواپیما برای چه هدفی اجاره می‌شوند تمایز نظارتی قائل می‌شوند. این اهداف عبارتند از:
- هوانوردی تجاری شامل اجاره بخش زیاد یا همه پروازهای انجام شده به ویژه خدمات برنامه‌ریزی شده شرکت هواپیمایی می‌شوند
- هوانوردی خصوصی شامل خلبانانی می‌شود که بدون دریافت هر نوع پاداش برای اهداف شخصی پرواز می‌کنند (تفریح و سرگرمی، جلسات کسب و کار و غیره)

تمام انواع حمل و نقل هوایی برنامه‌ریزی شده، تجاری هستند. اما هوانوردی عمومی می‌تواند تجاری یا خصوصی باشد. به‌طور معمول، خلبان، هواپیما و اپراتور، همگی باید از طریق مجوزهای جداگانه تجاری، ثبت نام و گواهی‌های عملیاتی، مجاز به انجام عملیات تجاری باشند.

## تاریخچه
پس از جنگ جهانی دوم هوانوردی تجاری به سرعت رشد کرد که در آن از هواپیماهای سابق عمدتا نظامی برای حمل و نقل مردم و بار استفاده می‌شد. این رشد با استفاده از بدنه بمب افکن‌های سنگین و فوق سنگین مانند بوئینگ بی-۲۹  و لنکستر که می‌توانستند به هواپیمای تجاری تبدیل شوند شتاب گرفت. هواپیمای داگلاس دی‌سی-۳ نیز برای پروازهای آسان‌تر و طولانی‌تر طراحی و ساخته شد. نخستین هواپیمای جت تجاری که به پرواز در آمد "دی هاویلند کامت" (به انگلیسی: de Havilland Comet) نام داشت. در ۱۹۵۲ هواپیمایی دولت بریتانیا به نام شرکت پروازهای خارجی بریتانیا (به انگلیسی: British Overseas Airways Corporation)، کامت را برای خدمت برنامه‌ریزی شده معرفی کرد. با وجود اینکه هواپیما یک دستاورد فنی بود، اما دارای یک سری نقص‌های عمومی بود. مثلا شکل پنجره‌ها باعث خستگی فلز آن و ترک خوردن می‌شد. خستگی بر اثر چرخه فشار و کاهش فشار داخل کابین و در نهایت باعث شکست خطرناک بدنه هواپیما می‌شد. پس از حل این مشکلات، جت‌های دیگر طراحی و به آسمان فرستاده شدند.

## مسئول هوانوردی غیر نظامی
معاهده هواپیمایی کشوری بین‌المللی (کنوانسیون شیکاگو) در سال ۱۹۴۴ تأسیس شد. این پیمان می‌گوید که امضا کنندگان باید به صورت جمعی برای هماهنگ‌سازی و استانداردسازی استفاده از مرز هوایی برای ایمنی، بهره وری و نظم حمل و نقل هوایی همکاری کنند. کشورهای امضاکننده که حداقل ۱۸۸ کشور هستند همگی یک مسئول هوانوردی غیرنظامی (مانند اداره هوانوردی فدرال در آمریکا و سازمان هواپیمایی کشوری در ایران) برای نظارت بر زمینه‌های زیر دارند:
- صدور مجوز پرسنل: تنظیم آموزش‌های پایه و صدور مجوز و گواهی.
- عملیات پرواز: انجام نظارت بر ایمنی اپراتورهای تجاری.
- صلاحیت پرواز: صدور گواهی ثبت نام و گواهی صلاحیت پرواز به هواپیمای مسافربری و نظارت بر ایمنی سازمان تعمیر و نگهداری هواپیما.
- فرودگاه: طراحی و ساخت تجهیزات پروازگاه.
- خدمات ترافیک هوایی: مدیریت ترافیک داخل مرز هوایی یک کشور.